# Agrypnus claudinae
Agrypnus claudinae là một loài bọ cánh cứng trong họ Elateridae. Loài này được Dolin & Girard miêu tả khoa học năm 2003.